# Malur canós de Merrotsy
El malur canós de Merrotsy (Amytornis merrotsyi) és un ocell de la família dels malúrids (Maluridae).

## Hàbitat i distribució
Habita zones àrides d'Austràlia meridional.